# Goneatara plausibilis
Goneatara plausibilis är en spindelart som beskrevs av Bishop och Crosby 1935. Goneatara plausibilis ingår i släktet Goneatara och familjen täckvävarspindlar. Inga underarter finns listade i Catalogue of Life.